# Rio dos Bois
Rio dos Bois este un oraș în Tocantins (TO), Brazilia.